# 1941年の宝塚歌劇公演一覧
本項目では、1941年の宝塚歌劇公演一覧（1941ねんのたからづかかげきこうえんいちらん）について示す。

## 一覧
（）内は、作者または演出者名。

### 宝塚公演

#### 月組
- 1月1日 - 1月24日　宝塚大劇場
  - 『薩摩軍樂隊』（牧野弘之　作、中西武夫　演出）　
  - 『夢見曾我』（小野晴通）　　
  - 『美と力の讃歌』（高木史朗　構成）

#### 花組
- 1月26日 - 2月24日　宝塚大劇場	
  - 『進め軍艦旗』（宇津秀男　構成、寺島信夫　演出）　　
  - 『弓矢太郎』（木村富子　作、錢谷信昭　改修・振付）　　
  - 『日本名婦傳』（堀正旗　構成、小野・寺島・横田　合作）

#### 雪組
- 2月26日 - 3月24日　宝塚大劇場	
  - 『耳と目と口と』（荒尾静一　作、吉富一郎　演出）　　
  - 『総力』（楳茂都陸平）　　
  - 『櫻』（水田茂）

#### 花組
- 3月26日 - 4月24日　宝塚大劇場	
  - 『春蘭ひらく頃』（京都信夫　作、東郷静男　改修・演出）　　
  - 『朝比奈鼠合戰』（久松一聲）　　
  - 『世界の市場』（宇津秀男・内海重典）

#### 月組
- 4月26日 - 5月25日　宝塚大劇場	
  - 『海の日本』（海軍記念日歌唱）
  - 『正行出陣』（久松一聲）
  - 『小夜ふく春風』（岡田恵吉）
  - 『大やまとの歌』（加藤忠松　構成・演出、坪井正直　作）

#### 雪組
- 5月27日 - 6月24日　宝塚大劇場	
  - 『樂しき隣組』（堀正旗）　　
  - 『豊穣歌』（東信一）　　　
  - 『弓張月』（中西武夫）

#### 花組
- 6月26日 - 7月24日　宝塚大劇場	
  - 『森の人々』（香村菊雄　作、中西武夫　演出）　　
  - 『ハンガリヤ狂想曲』（吉富一郎）
  - 『こども風土記』（高木史朗）

#### 月組
- 7月26日 - 8月24日　宝塚大劇場	
  - 『黒百合』（寺島信一　作、東郷静男　演出）
  - 『季節の駈足』（三木一郎）
  - 『イタリヤの微笑』（岡田恵吉）

#### 雪組
- 8月26日 - 9月24日　宝塚大劇場	
  - 『大空の母』（坪井正直）　
  - 『男女道成寺』（錢谷信昭）
  - 『リズムの粧ひ』（三木一郎）
  - 『海を渡る歌』（水田茂　作、横田邦造　脚本）

#### 月組
- 9月26日 - 10月24日　宝塚大劇場	
  - 『高原の秋』（内海重典）　
  - 『女八幡船』（久松一聲）
  - 『モンゴール』（宇津秀男）

#### 花組
- 10月26日 - 11月24日　宝塚大劇場	
  - 『母なれば』（堀正旗）　　
  - 『歓喜の唄』（三木一郎）
  - 『亀放生會』（久松一聲）
  - 『新しき旗』（岡田恵吉）

#### 雪組
- 11月26日 - 12月28日　宝塚中劇場
  - 『奥州二本松』（塩谷孝太郎）　　
  - 『東洋の宮殿』（康本晋史）
  - 『宣撫物語』（高崎邦祐）
  - 『彌榮』（横田邦造　構成・演出）

### 東京公演

#### 雪組
- 1月1日 - 1月29日　東京宝塚劇場
  - 『愛馬進軍歌』（宇津秀男　構成）
  - 『鏡獅子』（水田茂）
  - 『日本名所圖繪』（宝塚文芸部）

#### 月組
- 2月1日 - 3月2日　東京宝塚劇場
  - 『薩摩軍樂隊』（牧野弘之　作、中西武夫　演出）
  - 『夢見曾我』（小野晴通）
  - 『美と力の讃歌』（高木史朗　構成）

#### 雪組
- 4月1日 - 4月29日　東京宝塚劇場
  - 『戦陣訓』（堀正旗　演出）
  - 『防諜讀本』（吉富一郎　演出）
  - 『総力』（楳茂都陸平）
  - 『櫻』（水田茂）

#### 花組
- 5月2日 - 5月28日　東京宝塚劇場
  - 『春蘭ひらく頃』（京都伸夫　作、東郷静男　改作・演出）
  - 『朝比奈鼠合戦』（久松一聲）
  - 『世界の市場』（宇津秀男・内海重典）

#### 月組
- 5月31日 - 6月26日　東京宝塚劇場
  - 『正行出陣』（久松一聲）
  - 『小夜ふく春風』（岡田恵吉）
  - 『大やまとの歌』（加藤忠松　構成・演出、坪井正直　作）

#### 花組
- 7月31日 - 8月27日　東京宝塚劇場
  - 『瀧　廉太郎』（中西武夫　演出）
  - 『ハンガリア狂想曲』（吉富一郎）
  - 『こども風土記』（高木史朗）

#### 雪組
- 10月1日 - 10月28日　東京宝塚劇場
  - 『大空の母』（坪井正直）
  - 『豊壌歌』（東信一）
  - 『高原の秋』（内海重典）
  - 『海を渡る歌』（水田茂　作、横田邦造　脚本）

#### 月組
- 10月31日 - 11月27日　東京宝塚劇場
  - 『鎌勲功記』（久松一聲）
  - 『季節の駈足』（三木一郎）
  - 『イタリヤの微笑』（岡田恵吉）

### 宝塚・東京以外の公演

#### 雪組
- 2月2日 - 2月11日　名古屋宝塚劇場
  - 『愛馬進軍歌』（宇津秀男）
  - 『鏡獅子』（水田茂）
  - 『日本名所圖繪』（白井鐡造）

#### 月組
- 3月13日 - 4月1日　広島、福山、福岡、長崎、熊本、鹿児島
  - 『玉蟲祈願』（小野晴通）
  - 『寶塚舞踊撰』
  - 『ごぶらん織』（小野晴通）
  - 『航空日本』（高木史朗）

#### 雪組
- 5月3日 - 5月5日　岐阜
  - 『戦陣訓』
  - 『耳と目と口』（荒尾静一　作）
  - 『汐汲五人組』（水田茂）
  - 『櫻』（水田茂）

- 11月1日 - 11月11日　名古屋宝塚劇場
  - 『大空の母』（坪井正直）
  - 『娘道成寺』（錢谷信昭）
  - 『高原の秋』（内海重典）
  - 『海を渡る歌』（横田邦造　脚本）

#### 合同
- 12月5日 - 12月28日　大阪・北野劇場
  - 『鎌勲功記』（久松一聲）
  - 『乗合船』（水田茂）
  - 『吉野忠信』（小野晴通）
  - 『寶塚かぐや姫』（宇津秀男　構成、内海重典　作）